# スタットボルト
スタットボルト（statvolt, 記号: statV）は、CGS静電単位系における電圧・起電力の単位である。
1スタットボルトは、1スタットクーロンの電荷が1エルグの仕事をする電位差（1エルグ毎スタットクーロン）と定義される。スタットクーロンをクーロン、エルグをジュールに置き換えると、国際単位系(SI)の電圧の単位であるボルトの定義になる。よって、スタットボルトとボルトの換算は、
1 statV = 10-7 (J/erg) / 3.335641×10−10(C/statC) ≈ 299.79245 V
となる。